# Política de Polonia

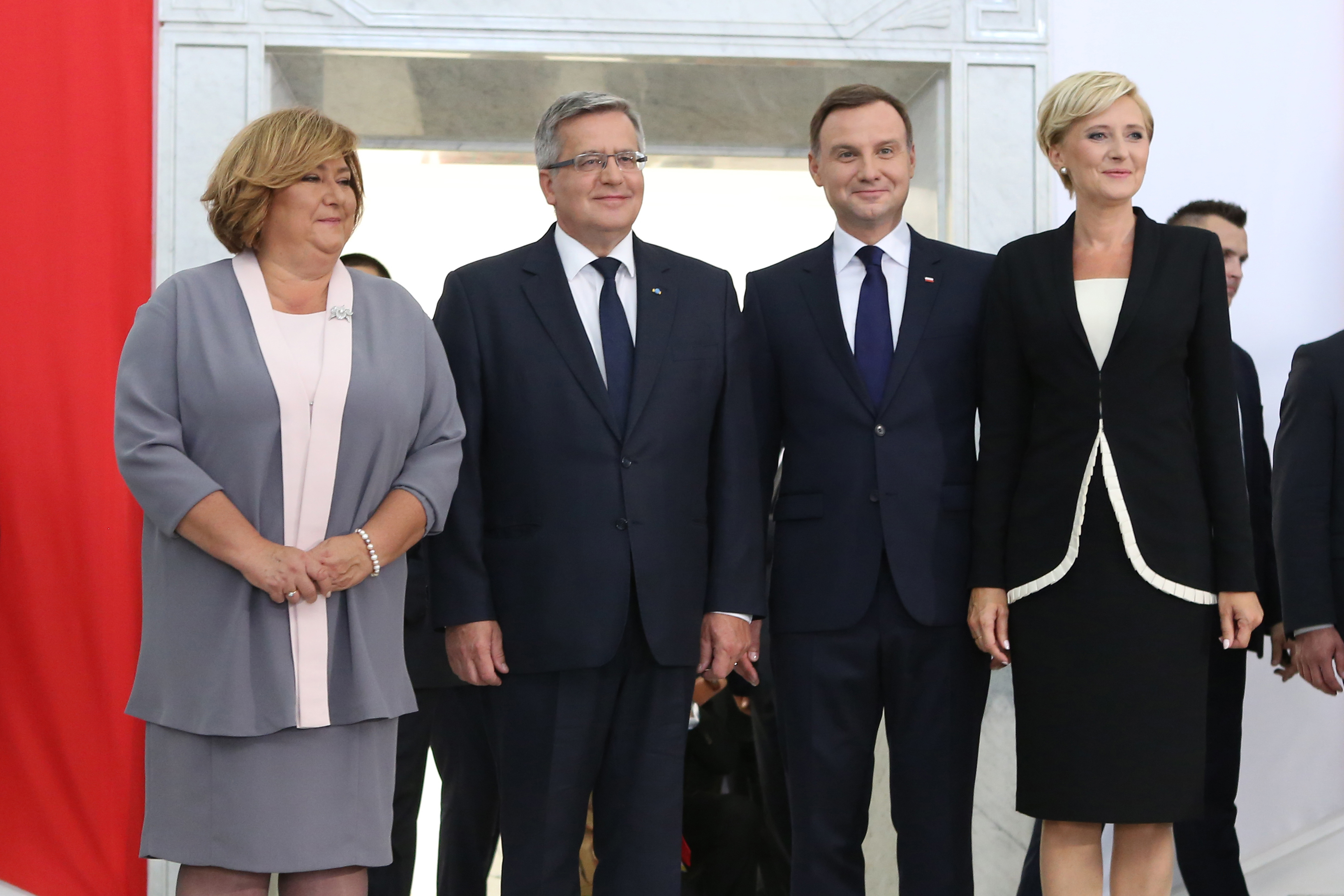
Políticos polacos en una Reunión

Polonia es una república parlamentaria según la Constitución de 1997.
El Presidente de la república,                                                                                que                                                                                                  es el Jefe de Estado, es elegido por 5 años por sufragio universal directo. Este nombra un primer ministro (jefe de Gobierno), que elige a los miembros del gobierno. El primer ministro y su Consejo de Ministros                                                    deben ser aprobados por la Dieta (Sejm en polaco). Tiene un parlamento bicameral, la Asamblea Nacional (en polaco Zgromadzenie Narodowe), compuesto por Dieta de 460 diputados y un Senado de 100 integrantes elegidos por sufragio cada 4 años.
El elemento principal del sistema político polaco es el Consejo de Ministros (que ostenta el poder ejecutivo), al frente del cual está el presidente del Consejo de Ministros (premier), por lo general, designado por el partido vencedor de las elecciones a la cámara baja (Sejm). El presidente de la República de Polonia se elige por su parte en elecciones universales convocadas cada cinco años.
El tercer poder en Polonia es el poder judicial, que es independiente.
Aleksander Kwaśniewski, expresidente de la República de Polonia y exlíder de Sojusz Lewicy Demokratycznej (Alianza de la Izquierda Democrática), fue elegido por segunda y última vez en las elecciones celebradas el día 8 de octubre de 2000. Ganó en la primera ronda al recibir la confianza de casi el 53,9 % de los votantes. El segundo candidato más votado en aquellas elecciones fue el ministro de asuntos exteriores, Andrzej Olechowski con el 17,3 % de los votos. Durante su mandato, de 10 años de duración (1995-2005), el presidente Aleksander Kwaśniewski completó el ingreso de Polonia en la OTAN (1999) y en la Unión Europea (2004). Firmó el proyecto de la nueva constitución (1997), que fue después aprobada en el referéndum constitucional. Introdujo supuestos en la ley antiaborto. En la segunda ronda de las elecciones presidendiales de octubre de 2005 ganó el partido conservador (defensor de las ayudas sociales del Estado) Ley y Justicia (Prawo i Sprawiedliwość), con el alcalde de Varsovia a la cabeza, Lech Kaczyński (54,04 %), que triunfó sobre Donald Tusk (45,96 %) de Plataforma Cívica (Platforma Obywatelska). Lech Kaczyński falleció en accidente de aviación en Smolensk el 10 de abril de 2010.
El parlamento polaco se compone de dos cámaras. La cámara alta (Senat) cuenta 100 senadores, la cámara baja (Sejm) 460 parlamentarios, llamados poseł. Los parlamentarios y los senadores son elegidos en elecciones libres por sufragio universal para un mandato de cuatro años. El partido conservador Ley y Justicia ganó las elecciones en septiembre de 2005. La nueva Constitución, junto con la reforma administrativa (1999) hicieron posible una revisión de la ley electoral (2001). Los cambios más importantes que resultaron de esta revisión fue la disolución de las llamadas listas electorales nacionales. 
Actualmente, la política polaca está dirigida por el gobierno de Kazimierz Marcinkiewicz. El 19 de octubre de 2005 el presidente Aleksander Kwaśniewski recibió la dimisión del gobierno de Marek Belka con vistas a las elecciones parlamentarias y le confió el desempeño de las funciones de gobierno hasta el momento de la formación del nuevo gobierno por parte de Ley y Justicia. Al mismo tiempo, designó para la posición de presidente del gobierno a Kazimierz Marcinkiewicz (PiS). Desde el momento de la designación, el primer ministro tuvo dos semanas para formar su propio gobierno. El objetivo de Marcinkiewicz era el de formar gobierno de coalición entre Ley y Justicia y Plataforma Cívica (POPiS). Pero la conclusión de esta coalición no funcionó, por eso el gobierno de Marcinkiewicz es un gobierno en minoría (que cuenta con el apoyo de PiS, Samoobrona, LPR y PSL, aunque esta coalición informal empieza a resquebrajarse).